# 明愛沙田馬登基金中學
明愛沙田馬登基金中學（英語：Caritas Shatin Marden Foundation Secondary School）為香港明愛屬下一所已停辦的中學，於1979年創立，至2008年因收生不足而停辦。

## 歷史
於1970年代，會德豐時任主席約翰·馬登名下的「馬登基金」，決定在柴灣、沙田及屯門各開辦一間工業中學，並交予香港明愛開辦。當中，此校於1977年尾動工。至1979年9月，在永久校舍尚未建成之時，此校率先借用禾輋邨香港黃族宗親會黃鳴謙紀念學校校舍開辦9班中一，初名為馬登基金沙田明愛職業先修學校。
隨著文禮路永久校舍於1980年落成，此校亦於1980/81學年遷入，並於同年11月18日由時任布政司姬達及胡振中主教主持校舍揭幕儀式。一年後，此校增辦中四及中五級別，並於1992年開辦預科，轉為完全中學。
由於政府於1997年廢除工業中學體制，並鼓勵同類學校更名及轉營，此校於2001年更名為明愛沙田馬登基金中學，並更改其課程內容。
然而，礙於此校辦學表現遜色，加上適齡學童人口下跌，包括此校在內的部分明愛屬校自2002年起需要縮班，且不再招聘臨時教席。因收生及教學表現並無改善，校方及辦學團體於四年後決定自行「殺校」，並於2008年正式停辦。在此校辦學的最後一年，除應屆畢業的中五及中七外，僅餘下中二及中三兩級，共開7班。

## 歷任管治人員

### 校監
- 李崇德 先生，BBS，JP（約1980年代[11]-1992年及2003年-2006年，曾為同系屯門馬登基金中學及聖方濟各工業中學校長）
- 楊鳴章 主教[12]（1992年-2003年[13]；後出任天主教香港教區主教，2019年病逝）
- 黃鑾堅 先生，JP（2006年-2008年，末任校監）[10]

### 校長
- 麥明昌 先生（1979年-1998年，創校校長，由同系聖高弗烈工業中學調任）
- 譚秉源 先生（1998年-2004年，第二任，後平調為同系元朗陳震夏中學校長，再轉職至中華基督教會燕京書院[14]）
- 羅文彪 先生（2004年-2006年，第三任，後轉至東華三院郭一葦中學出任校長[15]）
- 李志成 先生（2006年-2007年，第四任，後轉至北角協同中學出任校長[16]）
- 華貴麟 先生（2007年-2008年[10]，末任校長，結校後轉任佛教慈航智林/大光慈航中學校長）

## 校舍
此校為一座非標準校舍，佔地面積為5,007平方米，設24間課室及各種工場、特別室。校舍連同另外兩間馬登基金中學，皆由馬海建築師事務所設計，於1980年落成，並曾於1997年擴建。值得一提的是，此校舍是「明愛沙田服務中心」的一部分。
隨著沙田馬登基金中學於2008年結束，校舍由辦學團體—香港明愛收回。及後，校舍部分課室曾用作明愛社區書院沙田分校校舍，直至2020年暑假停辦。
目前，該校舍除地下用作舊電腦回收站及明愛新界東北區協調辦事處外，其他部分仍然空置，或用作香港明愛的物資倉庫。按照計劃，該校舍將與毗連的自資院校用地合併重建，成為同系聖方濟各大學沙田校舍。

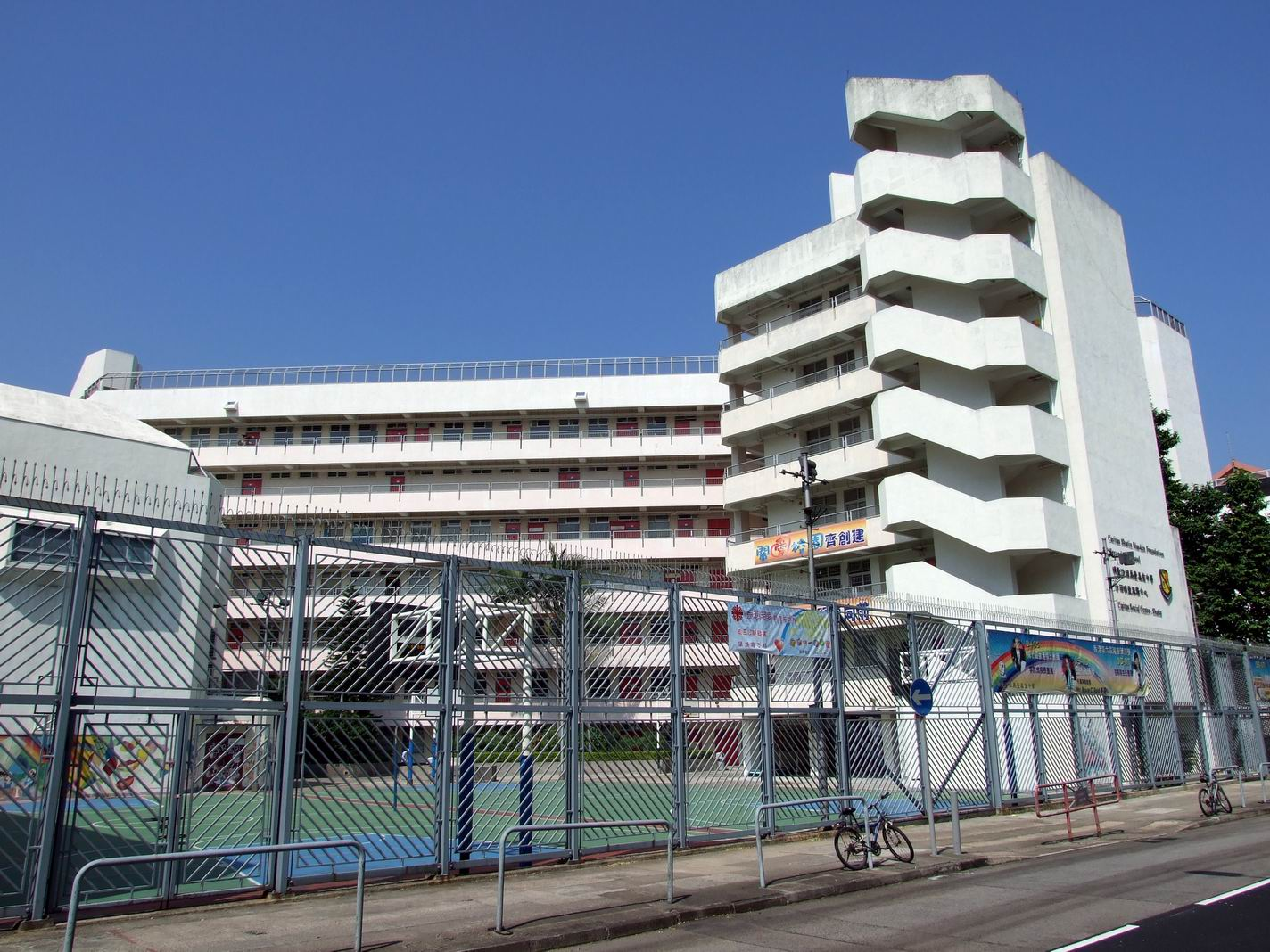
停辦前一年的校舍正前方
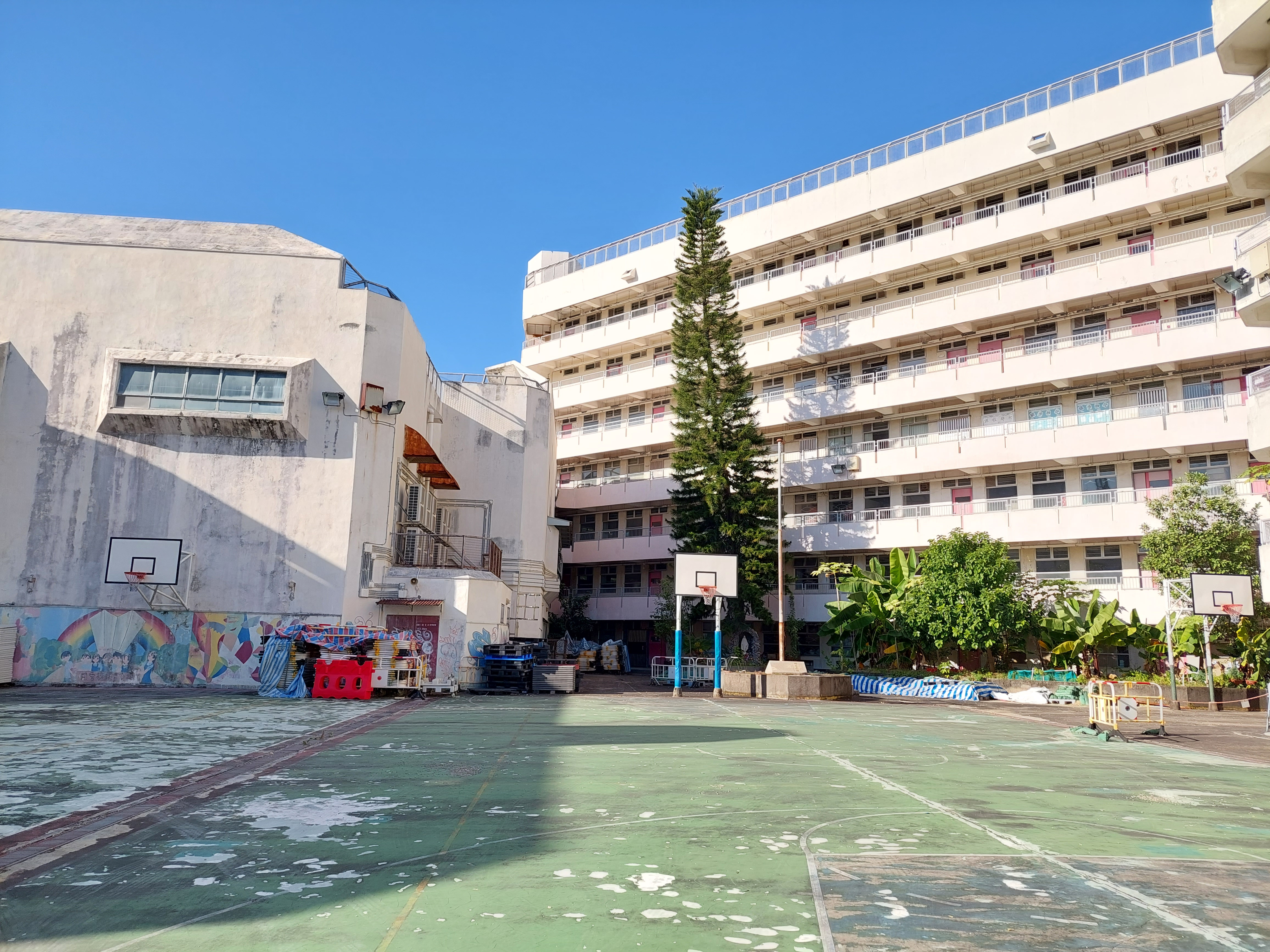
校舍操場

## 著名校友/教師
- 潘宗明：加拿大中文電台及新時代電視主持人，曾任無綫電視節目主持；此前於此校任職教師，任教英文及體育科
- 李錦聯：曾任無綫電視節目主持；此前於此校任職教師一年，任教「款待管理科與酒店膳食科」
- 梁競徽：無綫電視男演員，為此校校友

## 註解
1. ↑  2004/05學年數字[1]
2. ↑  2004/05學年數字[1]
3. ↑  包括明愛屯門馬登基金中學、明愛柴灣馬登基金中學及此校
4. ↑  該校舍現為禾輋信義學校

## 外部連結
- 明愛沙田馬登基金中學官方網頁（存檔）